# Liste der Kellergassen in Sitzendorf an der Schmida
Die Liste der Kellergassen in Sitzendorf an der Schmida führt die Kellergassen in der niederösterreichischen Gemeinde Sitzendorf an der Schmida an. Viele Kellergassen werden durch Rad- und/oder Wanderwege erschlossen.
| Foto |                 | Kellergasse                 | Standort                               | Beschreibung |
| ---- | --------------- | --------------------------- | -------------------------------------- | --- |
| ja   | Datei hochladen | Hintaus                     | KG: Braunsdorf Standort                | An einem Hintausweg im Osten des verbauten Ortsgebietes liegt diese aus wenigen Objekten bestehende Kellergasse. |
| ja   | Datei hochladen | Herz                        | KG: Braunsdorf Standort                | Unmittelbar am Rand des verbauten Ortsgebietes im Osten befindet sich ein Ensemble von desolaten und baufälligen Objekten in steiler Hanglage. |
| ja   | Datei hochladen | In der Lissen               | KG: Braunsdorf Standort                | Die Keller im Osten des Ortes werden beidseitig von einem Güterweg erschlossen, der um das Ensemble herum verläuft, sodass einige Objekte von beiden Seiten zugänglich sind. |
| ja   | Datei hochladen | In der Grean                | KG: Braunsdorf Standort                | Die kurze Kellergasse mit etwa einem Dutzend unbewirtschafteten Kellern befindet sich am Nordrand von Braunsdorf. |
| ja   | Datei hochladen | Außerörtl                   | KG: Braunsdorf Standort                | Die Kellergasse liegt am nordwestlichen Rand des verbauten Ortsgebietes an einem Güterweg, der vom Ortszentrum von Braunsdorf nach Norden in Richtung Roseldorf führt. Auf 250 Metern Länge befinden sich 15 Keller, mehrheitlich giebelständig, in Hanglage. |
| ja   | Datei hochladen | Halterbergkellergasse       | KG: Frauendorf an der Schmida Standort | Die im 17./18. Jahrhundert angelegte Halterbergkellergasse beginnt am Hintausweg des östlichen Ortsteiles und verläuft nach Südost. Die Anzahl an Presshäusern deckt sich fast mit den Objekten, die im Franziszeischen Kataster verzeichnet sind. Manche Keller dienen der Weinproduktion und/oder -lagerung oder stehen als Vinothek oder Schaukeller in Verwendung. Gelegentlich finden hier Kellergassenfeste statt. |
| ja   | Datei hochladen | Keller bei den Linden       | KG: Frauendorf an der Schmida Standort | Ungefähr einen Kilometer südöstlich des Ortes bei den beiden Linden liegen die locker gruppierten beiden Keller, deren Anlage auf das 18. beziehungsweise frühe 19. Jahrhundert zurückgeht. Der westliche, talwärts gelegene Keller steht in unmittelbarer Umgebung des Naturdenkmals HL-003 (Winterlinde). |
| ja   | Datei hochladen | Lohrkellergasse             | KG: Frauendorf an der Schmida Standort | Beiderseits eines kleinen Baches bilden die nach Südosten führenden Zeilen von Kellern und Presshäusern die Lohrkellergasse. Drei große giebelständige Presshäuser aus der zweiten Hälfte des 19. Jahrhunderts, deren historische Fassaden noch weitgehend erhalten sind, bilden den oberen Abschluss der Kellergasse. Manche Keller dienen der Weinproduktion und/oder -lagerung oder stehen als Vinothek in Verwendung. Fallweise hat ein Heurigenlokal geöffnet, es gibt „Tage der offenen Kellertür“ und gelegentlich finden hier Kellergassenfeste statt. Kellergassenführungen runden das Angebot ab.              |
| ja   | Datei hochladen | Mühlkellergasse             | KG: Frauendorf an der Schmida Standort | Die Kellergasse verläuft entlang der nach Sitzendorf führenden L 49 und trägt ihren Namen nach der westlich davon gelegenen Tabormühle. Das Ensemble besteht aus trauf- und giebelständigen Presshäusern aus dem 18., 19. und frühen 20. Jahrhundert. Die Keller dienen ausschließlich der Weinlagerung oder werden nicht genutzt. |
| ja   | Datei hochladen | Rosenbergkellergasse        | KG: Frauendorf an der Schmida Standort | Die Rosenbergkellergasse beginnt bei der Lohrkellergasse und verläuft auf dem Rosenberg entlang der stetig ansteigenden L 1220, die über Kleinstelzendorf nach Groß führt. Locker verbaute Presshäuser und Kellerportale zu beiden Seiten der Straße prägen das Bild der Kellergasse. Manche Keller dienen der Weinproduktion und/oder -lagerung oder stehen als Vinothek in Verwendung. Es gibt „Tage der offenen Kellertür“ und gelegentlich finden hier Kellergassenfeste statt. Kellergassenführungen runden das Angebot ab.                                                                                         |
| ja   | Datei hochladen | Fuchsenkellergasse          | KG: Goggendorf Standort                | Im Südosten des Ortes liegt die zeilenartig verbaute Kellergasse. Die Presshäuser entlang des nach Osten ansteigenden Weges sind im Franziszeischen Kataster noch nicht verzeichnet, stammen also aus einer Zeit nach 1823. |
| ja   | Datei hochladen | Kreuzkellergasse            | KG: Goggendorf Standort                | Die nach einem Bildstock am nordöstlichen Ende der Gasse benannte zweizeilige Kellergasse befindet sich am östlichen Rand des verbauten Ortsgebietes. Im Franziszeischen Kataster von 1823 sind bereits 18 Gebäude verzeichnet. Manche Keller dienen der Weinproduktion und/oder -lagerung. |
| ja   | Datei hochladen | Kühbergkellergasse          | KG: Goggendorf Standort                | Die Kellergasse liegt am Nordwesthang des Kühberges, etwa 500 Meter südlich von Goggendorf. Sie zweigt im Südosten von Goggendorf von der Fuchsenkellergasse in Richtung Südwesten ab und endet an einer scharfen Kurve, an der der Weg die Richtung nach Süden ändert. Knapp nach der Kurve steht eine kleine Wegkapelle. Nur wenige Objekte der Kellergasse sind noch erhalten, der Rest des Bestandes ist teilweise verfallen oder nicht mehr existent. |
| ja   | Datei hochladen | Schirmbergkellergasse       | KG: Goggendorf Standort                | Die nach Nordwesten verlaufende Schirmbergkellergasse bildet die Grenze der östlichsten Bauparzellen des Ortes. 9 von den sich zeilenartig aneinander reihenden traufständigen Presshäuser bestanden bereits 1823. |
| ja   | Datei hochladen | Kellergasse                 | KG: Niederschleinz Standort            | Die weithin sichtbare Kellergasse liegt nördlich des Ortes auf einem Hügelrücken. Mehr als 50 Presshäuser oder gemauerte Kellervorbauten, sogenannte „Vorkappl“ reihen sich entlang des Weges aneinander. Im östlichen Bereich ist die Kellergasse zweizeilig, im westlichen, etwas höher gelegenen Teil, ist sie einzeilig und gibt den Blick auf den tiefer gelegenen Ort frei. Manche Keller dienen der Weinproduktion und/oder -lagerung und werden fallweise als Heurigenlokal geöffnet. |
| ja   | Datei hochladen | Kellergasse                 | KG: Roseldorf Standort                 | Die sehr locker verbaute Kellergasse erstreckt sich in ost–westlicher Richtung entlang eines Hügelzuges nördlich des Ortes. Im Franziszeischen Kataster aus dem Jahre 1823 sind bereits 43 einzelne Objekte angegeben. |
| ja   | Datei hochladen | Im Winkerl                  | KG: Sitzendorf Standort                | Diese drei Weinkeller liegen am Ende des Straßenzuges Im Winkerl im südlichen Teil der Ortschaft. Zwei Keller dienen der Weinproduktion, der mittlere Keller wird für „Tage der offenen Kellertür“ genutzt. |
| ja   | Datei hochladen | Mühlkellergasse             | KG: Sitzendorf Standort                | Die einzeilige etwa 450 m lange Mühlkellergasse liegt nördlich des verbauten Ortsgebietes am Südwesthang des Mühlberges und verläuft von Südost nach Nordwest. Die meisten der etwa 30 Presshäuser stammen aus dem 19. Jahrhundert und reihen sich zeilenartig aneinander. Manche Keller dienen der Weinproduktion und/oder -lagerung oder stehen als Vinothek in Verwendung und es gibt fallweise „Tage der offenen Kellertür“. |
| ja   | Datei hochladen | Kellergasse                 | KG: Sitzendorf Standort                | Die einzeilige etwa 300 m lange Kellergasse liegt nördlich des verbauten Ortsgebietes am Südhang des Mühlberges, verläuft in ost-westlicher Richtung und verbindet die Mühlbergkellergasse mit der Mühlkellergasse. Ein Teil dieser Kellergasse verläuft entlang der Lerchenfelder Straße und ist somit ein Teil derselben. Die etwa 20 Presshäuser an der Nordseite reihen sich zeilenartig in lockerer Verbauung aneinander. Im westlichen Bereich sind die Presshäuser zu Wohnhäusern aus- und umgebaut, im östlichen Bereich wechseln einander giebel- und traufständige ab.                                         |
| ja   | Datei hochladen | Mühlbergkellergasse         | KG: Sitzendorf Standort                | Die Mühlbergkellergasse ist eine (teilweise) zweizeilige Kellergasse am nördlichen Ortsausgang von Sitzendorf. Die Anlage der Kellergasse erfolgte im 18. Jahrhundert in einem Hohlweg nördlich des Mühlberges. Im Franziszeischen Kataster aus dem Jahre 1823 sind bereits mehrere Kellerbauten in diesem Bereich verzeichnet. Die Mühlbergkellergasse bildete ursprünglich eine Einheit mit der südlich des Mühlberges liegenden Mühlkellergasse, der Kellergasse und einem Stück der Lerchenfelder Straße, von der sie nach Norden führend ansteigend abzweigt und in einem weiten Bogen nach Osten verlaufend endet. |
| ja   | Datei hochladen | Kellerzeile Im Kälbergarten | KG: Sitzendorf Standort                | Südlich des Ortszentrums im Anschluss an den Gartenweg führt diese Kellerzeile in nördliche Richtung. Schon im Franziszeischen Kataster aus dem Jahre 1823 sind an dieser Stelle einige Gebäude verzeichnet. Unweit nordwestlich der Kellerzeile wurde eine Baumpresse museal aufgestellt. Manche Keller dienen der Weinproduktion und/oder -lagerung und werden fallweise als Heurigenlokal geöffnet. |
| ja   | Datei hochladen | Kellerzeile im Patergraben  | KG: Sitzendorf Standort                | Etwas abseits, südlich der scharfen Kurve des Straßenzuges Am Patergraben im südöstlichen Bereich des verbauten Ortsgebietes liegen die zeilenartig an den Hang gebauten schlicht gestalteten Presshäuser. |
| ja   | Datei hochladen | Kellerzeile an der L35      | KG: Sitzenhart Standort                | An der Landesstraße 35 befinden sich am südlichen Ortsende einige Presshäuser. |

| Foto:                    | Fotografie der Kellergasse (Gesamtheit). Klicken des Fotos erzeugt eine vergrößerte Ansicht. Daneben finden sich zwei Symbole: \| Weitere Bilder vorhanden \| Das Symbol bedeutet, dass weitere Fotos des Objekts verfügbar sind. Durch Klicken des Symbols werden sie angezeigt. \| \| Eigenes Foto hochladen \| Durch Klicken des Symbols können weitere Fotos des Objekts in das Medienarchiv Wikimedia Commons hochgeladen werden. \| |
| Name:                    | Bezeichnung der Kellergasse |
| Standort:                | Es ist die Katastralgemeinde (KG) angegeben. Durch Aufruf des Links Standort wird die Lage der Kellergasse in verschiedenen Kartenprojekten angezeigt. |
| Beschreibung             | Kurze Beschreibung der Kellergasse |
| Weitere Bilder vorhanden | Das Symbol bedeutet, dass weitere Fotos des Objekts verfügbar sind. Durch Klicken des Symbols werden sie angezeigt. |
| Eigenes Foto hochladen   | Durch Klicken des Symbols können weitere Fotos des Objekts in das Medienarchiv Wikimedia Commons hochgeladen werden. |